# زيغمونت شيخوا
زيغمونت شيخوا (6 نوفمبر 1926 – 26 سبتمبر 2009) هو ملاكم بولندي راحل، مثّل بلاده في الألعاب الأولمبية الصيفية في دورتي 1948 و1952.

## روابط خارجية
زيغمونت شيخوا على موقع أوليمبيديا (الإنجليزية)
- زيغمونت شيخوا على موقع اللجنة الأولمبية البولندية (مؤرشف) (البولندية)